# Webers Hof

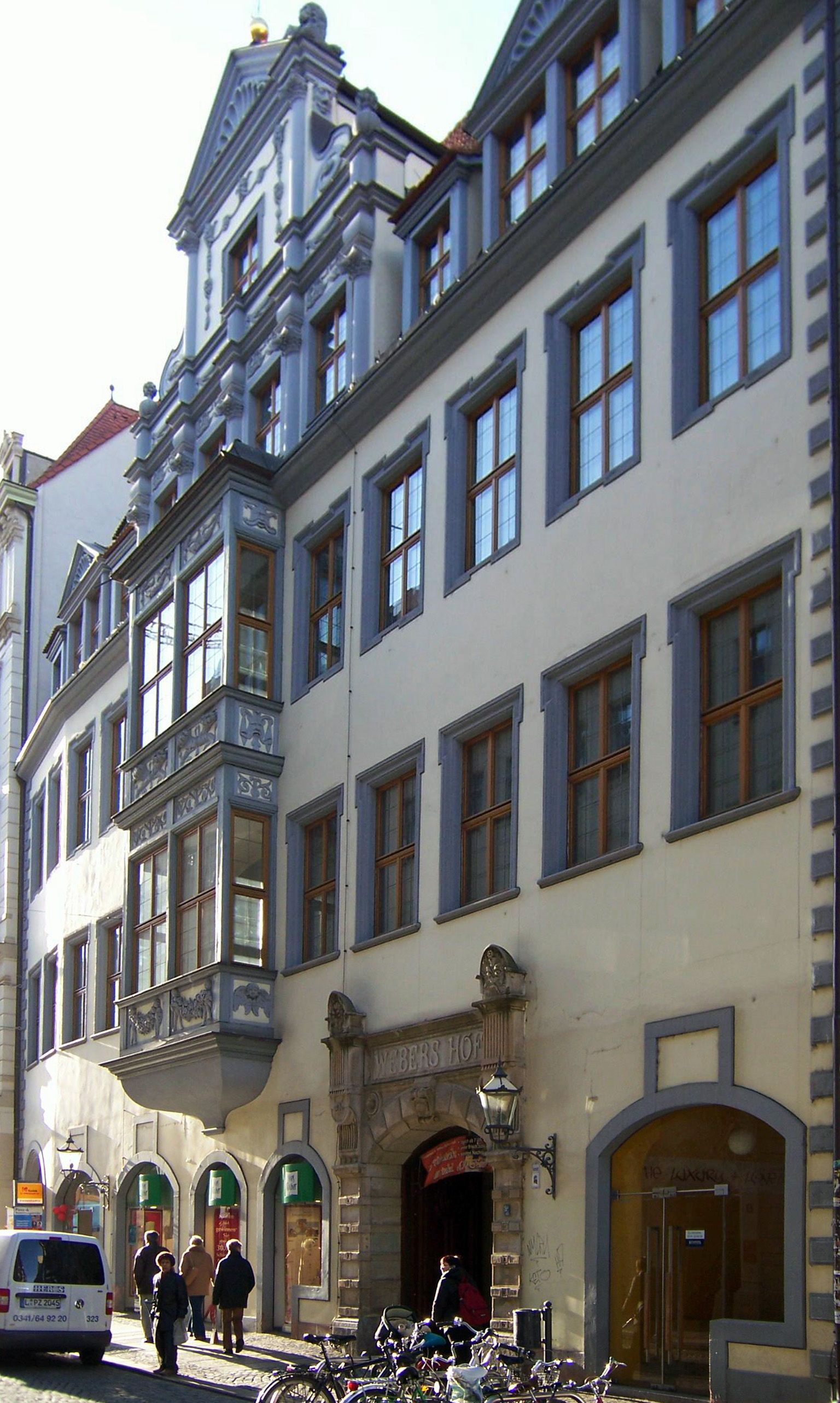
Webers Hof (2007)

Webers Hof ist ein historisches Bürgerhaus in der Leipziger Hainstraße 3. Es ist für die Stadt das typische Beispiel für den Übergang von der Renaissance zum Barock und steht unter Denkmalschutz.

## Baubeschreibung
Der zur Hainstraße gerichtete Teil des Gebäudekomplexes ist ein dreigeschossiger Bau von 30 Meter Länge mit zwölf Fensterachsen. Vor den südlichen beiden Achsen ist die Front leicht geknickt. Vor den mittleren beiden hängt über das erste und zweite Obergeschoss ein hölzerner Erker. Dieser ist im ersten Stock mit Fruchtgirlanden haltenden Putti und im zweiten mit sich kreuzenden Füllhörnern verziert. Über dem Erker erhebt sich im Dachgeschoss ein vierachsiges Frontispiz. Es wird durch Halbsäulen gegliedert, darüber von zwei Voluten und zwei Steinvasen gerahmt. Der Dreiecksgiebel mit einem Muschelmotiv wird außen von zwei Löwen bewacht. Das Muschelmotiv taucht auch an zwei zweifenstrigen Dachgaupen auf. Die übrigen einfenstrigen Gaupen sind schmucklos funktional.

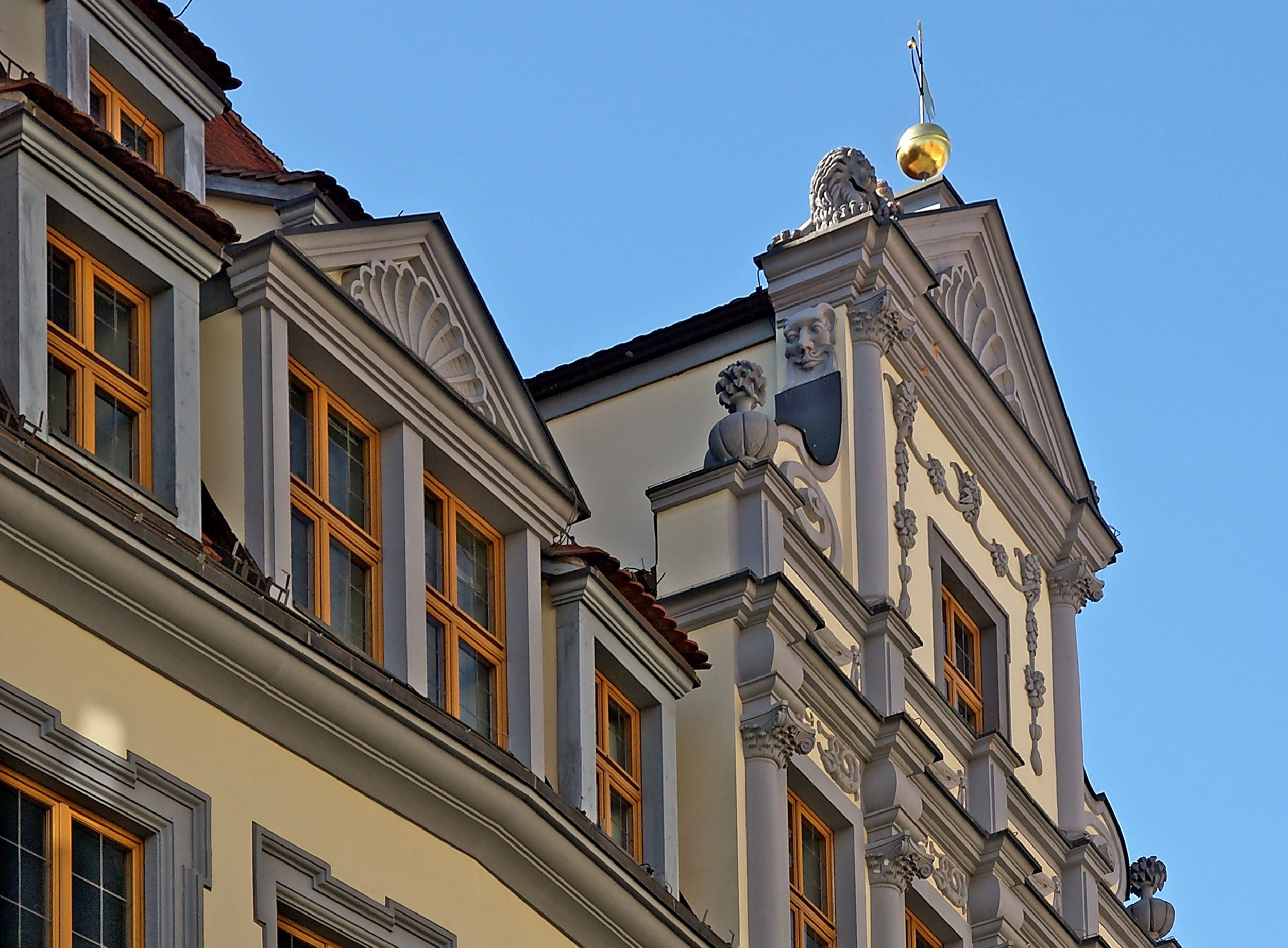
Gaupen und Frontispiz (2010)
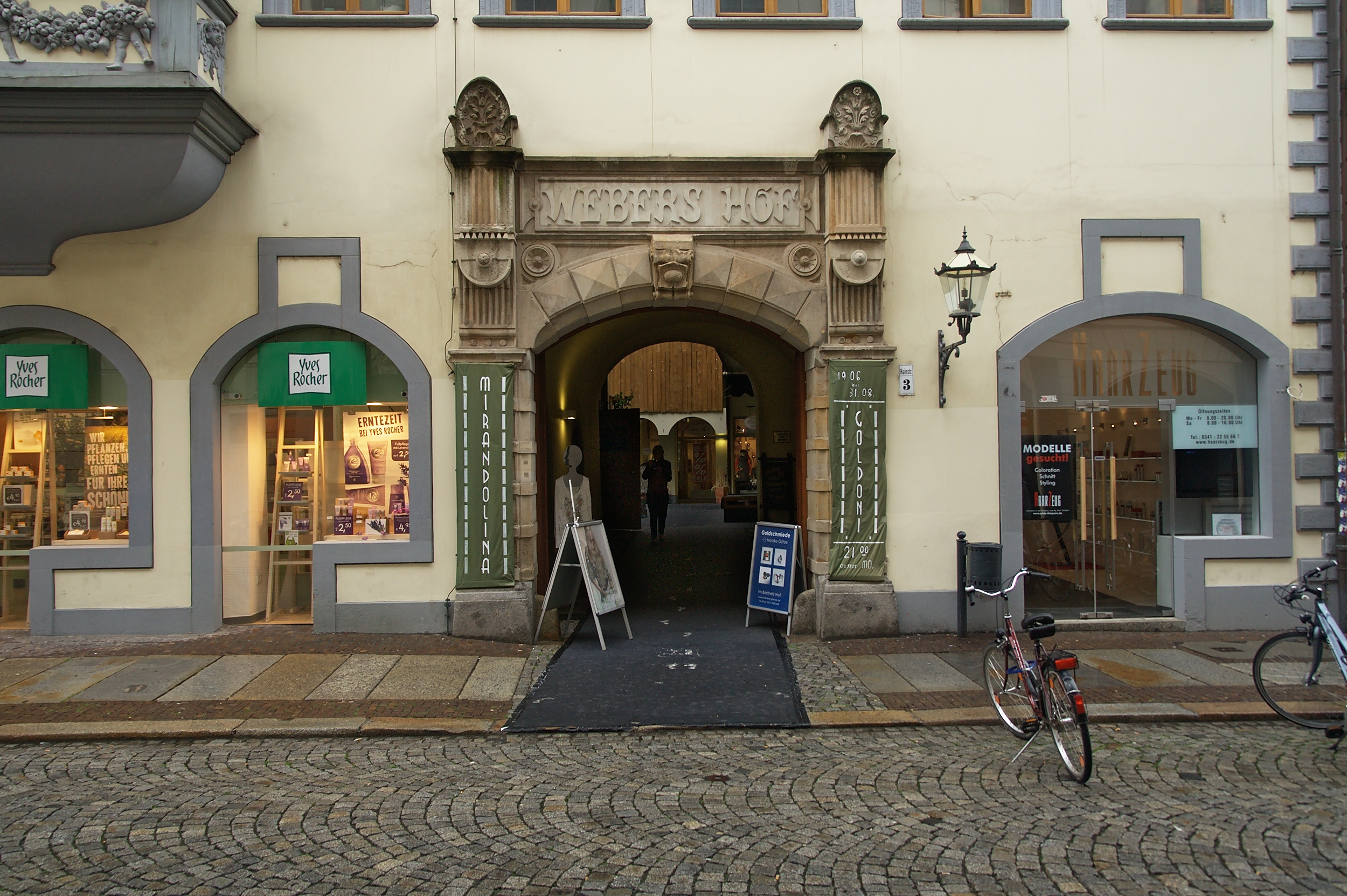
Das Portal (2010)
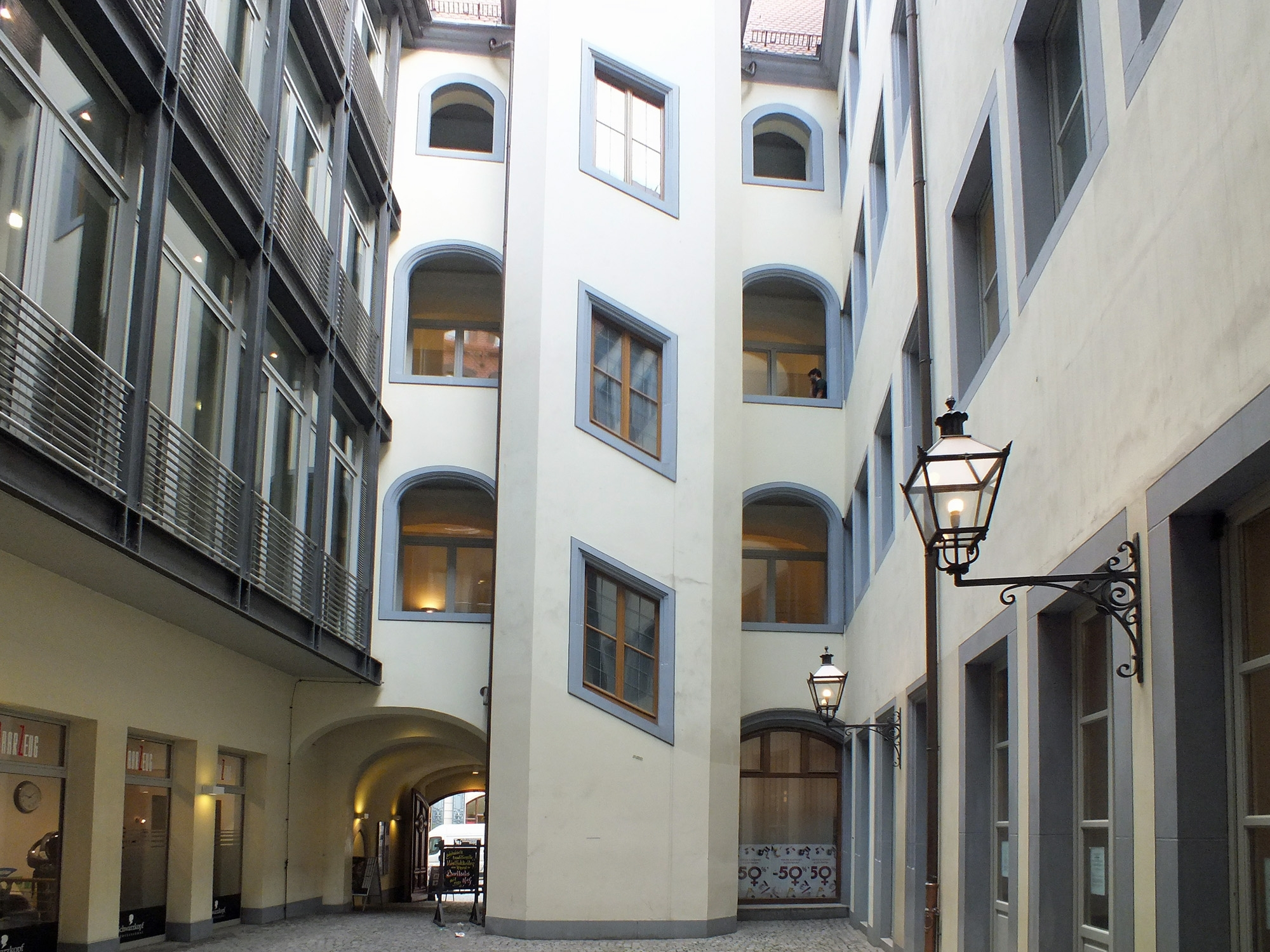
Im Innenhof (2011)

Durch ein Sandstein-Portal mit Namenszug gelangt man in einen kleinen Innenhof  von etwa 40 Quadratmetern. Seine Nordseite begrenzt ein Neubau mit vorgehängter Glas-Stahl-Fassade. An der Ostseite steht ein dreigeschossiger Treppenturm mit schrägen Fenstern. Hinter ihm verlaufen Gänge mit Rundbogenöffnungen.
Durch den westlichen Begrenzungsbau führt ein Gang zu Barthels Hof und macht damit Webers Hof zu einem Durchgangshof. Im Sommer finden im Hof Theateraufführungen statt.

## Geschichte

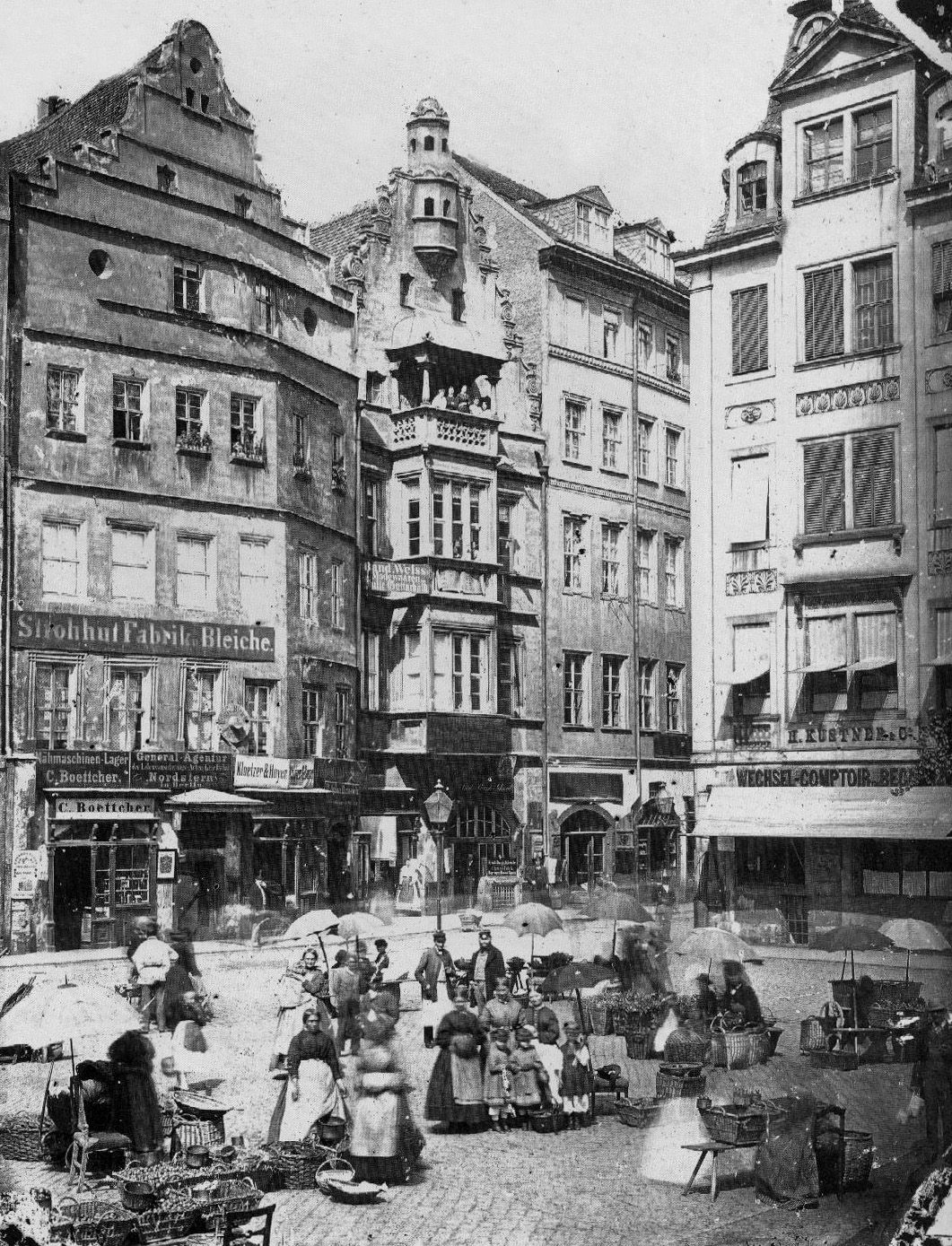
Rechte Bildmitte: Vier Fensterachsen des um zwei Etagen aufgestockten Webers Hof neben Barthels Hof um 1870

Der Maurermeister und spätere Ratsmaurermeister von Leipzig Christian Richter (um 1625–1684) errichtete 1662 unter Einbeziehung vorhandener Bausubstanz das Haus Hainstraße 3 mit Kastenerker, Frontispiz, Treppenturm und Laubengängen im Hof. Er schuf damit das erste Bürgerhaus im Barockstil in Leipzig, das bis 1700 den Bürgerhausbau der Stadt als Vorbild prägte, als Johann Gregor Fuchs (1650–1715) Ratsbaumeister in Leipzig wurde und den Leipziger Barock weiterentwickelte.
1845 erfolgten Umbau und Erweiterung durch den Maurermeister Friedrich Lüders, und 1847 wurde das Gebäude um zwei Geschosse aufgestockt. 1872 entstand das klassizistische Portal und 1875 übernahm der Kaufmann Karl Friedrich Weber den Hof, wodurch er den bis heute gültigen Namen erhielt.
Im Zweiten Weltkrieg wurden die Hofgebäude völlig zerstört und das Vorderhaus schwer beschädigt. Anfang der 1990er Jahre gehörte Webers Hof zum Leipziger Immobilienbesitz des Bauunternehmers Jürgen Schneider. 1995 bis 1997 erfolgte eine umfassende Rekonstruktion, wobei die beiden aufgestockten Etagen abgetragen und – zumindest an der Gebäudefront – der Zustand von 1662 als baugeschichtliches Denkmal wiederhergestellt wurde. Das war möglich, weil im Stadtarchiv Leipzig ein Skizzenbuch von Christian Richter zum Bau vorliegt. Die ehemaligen Laubengänge wurden durch die Gänge hinter dem Treppenturm angedeutet.